# Whiteinch
Whiteinch (Innis Bhàn en gaélique écossais (gd)) est un district de Glasgow. Il est situé sur les rives nord de la Clyde, entre les districts de Partick et de Scotstoun. Avant d'être intégré à la ville de Glasgow en 1912, Whiteinch faisait partie du burgh de Partick.

## Histoire
Le nom de Whiteinch provient du nom d'une île (aujourd'hui submergée) sur la Clyde, appelée Whyt Inch. Le quartier s'est développé autour de l'activité des chantiers navals de Glasgow, notamment celui de Barclay Curle.
Whiteinch était aussi le lieu d'un des principaux embarcadères pour les ferrys pour la traversée de la Clyde, activité qui a cessé depuis l'ouverture en 1963 du Tunnel de la Clyde, dont l'extrémité nord est justement située à Whiteinch.
L'équipe de football du Partick Thistle a joué pendant quelque temps (de 1881 à 1883 et en 1885) au Jordanvale Park, situé à Whiteinch.

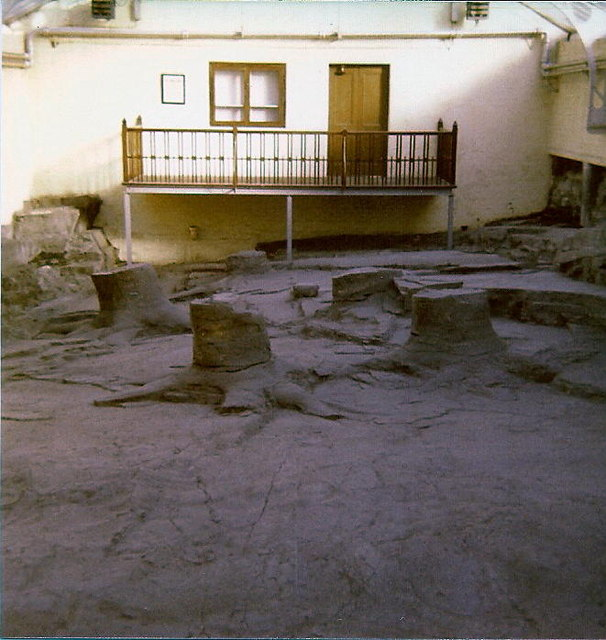
Fossil Grove à Victoria Park (1977).

Whiteinch est connu pour abriter Victoria Park (en) (parc situé à cheval sur les quartiers de Whiteinch, Scotstoun, Jordanhill et Broomhill (en)), où se trouve le musée Fossil Grove, qui présente les souches de onze fougères géantes du genre Lepidodendron fossilisées sur place, un important attrait touristique.